# Черемисина, Анастасия Геннадьевна
Анастасия Геннадьевна Черемисина(род. 14 января 1996, Набережные Челны, Россия) — российская волейболистка, диагональная нападающая. Кандидат в мастера спорта России по волейболу.

## Карьера
С 2011 года в клубной системе «Уралочки-НТМК». Неоднократный победитель и призёр Молодёжной лиги в составе команды дублёров.
В первой команде «Уралочки» выступает под двадцатым номером. Имеет опыт выступлений за молодёжную сборную России.

## Образование
Окончила УРГЭУ (кафедра физического воспитания и спорта).

## Достижения
- 2012 — Чемпион Молодежной лиги
- 2013 — Чемпион Молодежной лиги
- 2014 — Чемпион Молодежной лиги
- 2015 — Серебряный призёр Молодежной лиги
- 2015 — Кубок Молодежной лиги